# Szenttamási Máté
Szenttamási Máté (Csíkszenttamás, ? – Csorna, 1676. január 23.) választott erdélyi püspök 1667-1676 között.

## Élete
Csepreg plébánosa volt 1644-1653 között. Plébánossága mellett a helyettes főesperesi tisztséget is betöltötte. Távozását követően csornai préposttá lépett elő. Mint csornai főpap, 1659-től Korbávia címzetes püspöke, majd 1667-től Erdély választott püspöke lett.  